# Barbara Crampton
Barbara Crampton (Levittown, Nueva York, 27 de diciembre de 1958) es una actriz y modelo estadounidense.

## Carrera
Barbara Crampton comenzó a actuar en séptimo grado y estudió actuación en la secundaria. Se graduó en Artes Teatrales de la universidad de Castleton State College en Vermont. Su primer papel fue en 1983 en televisión en la serie Days of Our Lives. En 1984 interpretó a Carol en la película Body Double del director Brian De Palma. En 1985 protagonizó Re-Animator junto a Jeffrey Combs y Bruce Abbott, dicho film fue dirigido por Stuart Gordon. En 1986 vuelve a trabajar junto a Stuart Gordon y Jeffrey Combs en la película From Beyond. Ese mismo año actuó en la película Chopping Mall y en diciembre apareció desnuda en una edición de la revista Playboy. En 1989 actuó en la película Puppet Master. En 1991 actuó en Trancers II, nuevamente junto a Jeffrey Combs. En 1995 vuelve a trabajar con Stuart Gordon y Jeffrey Combs en la película Castle Freak, ese mismo año tuvo una relación con el actor y director Kristoffer Tabori. En 1996 actuó en la película Space Truckers de Stuart Gordon. En 2001 protagonizó la película Thy Neighbor's Wife junto a Kari Wuhrer. Actualmente trabaja en la película House of Re-Animator junto a Jeffrey Combs y Bruce Abbott.

## Vida personal
En 1988 se casó con el director de fotografía David Boyd, del que se divorció en 1990. En 2000 se casó con Robert Bleckman, con el cual tiene dos hijos.

## Filmografía

### Películas
- Suitable Flesh (2023) .... Daniella Upton[1]
- Jacob's Wife (2021) .... Anne Fedder
- Sacrifice (2020) .... Renate
- We Are Still Here (2015) .... Anne
- Little Sister (2016) ... Reverenda Madre
- Road Games (2015) .... Mary
- You're Next (2013) .... Aubrey Davison
- House of Re-Animator (2010) .... primera dama
- Never Enough: Sex, Money and Parking Garages in San Francisco (2008) .... Dra. Gladmore
- Read You Like a Book (2006) .... Zoe
- The Sisterhood (2004) .... Ms. Master
- Lightning: Fire from the Sky (2001) .... Alcaldesa Sylvia Scott
- Thy Neighbor's Wife (2001) .... Nicole Garrett
- Learning to Surf (2000)
- Cold Harvest (1999) .... Christine
- The Godson (1998) .... Goldy
- Space Truckers (1996) .... Carol
- Castle Freak (1995) .... Susan Reilly
- Robot Wars (1993) .... Leda
- Trancers II (1991) .... Sadie Brady
- Puppet Master (1989) .... Mujer en el carnaval
- From Beyond (1986) .... Dr. Katherine McMichaels
- Chopping Mall (1986) .... Suzie Lynn
- Prince of Bel Air (1986) .... Anne White
- Kidnapped (1986) .... Bonnie
- Re-Animator (1985) .... Megan Halsey
- Fraternity Vacation (1985) .... Chrissie
- Body Double (1984) .... Carol
- Love Thy Neighbor (1984) .... Carol

### Series de televisión
- The Young and the Restless .... Leanna Love (11 episodios, 1988-2007)
- Spyder Games .... Dra. Leslie Bogan (6 episodios, 2001)
- Pacific Blue .... Gloria Stockwell (Episodio: "Infierno", 1999)
- Party of Five .... Compradora (Episodio: "Tender Age", 1998)
- The Bold and the Beautiful .... Maggie Forrester (34 episodios, 1995-1998)
- The Guiding Light .... Mindy Lewis Spaulding #4 (1993-1995)
- Civil Wars (Episodio: "Dances with Sharks", 1993)
- Hotel .... Stacy (Episodio: "Obsessions", 1985)
- Santa Barbara .... Paula (Episodio: Episode #1.16, 1984)
- Days of Our Lives .... Trista Evans Bradford (1983)